# Slibveldenweg
De Slibveldenweg is een weg in Amsterdam Nieuw-West, Tuinen van West.

## Geschiedenis en ligging
Het gebied waarin zij ligt, de Osdorper Bovenpolder, diende eeuwenlang tot agrarisch gebied binnen de gemeente Sloten; dat in 1921 geannexeerd is door gemeente Amsterdam. Amsterdam liet het nog lange tijd agrarisch gebied, tot er de begin jaren zestig slibvelden werden aangelegd. Het slib werd iets ten zuiden van de eeuwenoude Wijsentkade verzameld door Rioolwaterzuivering West en omgewerkt tot mest voor gebruik door tuinders in de omgeving. Dit werd geen succes (het zou te veel stinken) waardoor het al snel weer verdween. De slibvelden konden echter hergebruikt worden als baggerdepot en als zandopslag voor de aanleg van de Westrandweg. De naamloze weg er naar toe was dus ook doodlopend. Na de aanleg van de Westrandweg, werden de terreinen en infrastructuur opnieuw aangelegd. De Slibveldenweg loopt dan vanaf de Osdorperweg zuidwestwaarts, min of meer parallel aan die rijksweg, doch buigt na een kilometer (bij het Lutkemeerpark) naar het noordwesten, waarna ze na 300 meter eindigt op de dijk van de Ringvaart Haarlemmermeer. Het laatste deel is daarbij uitsluitend voet- en fietspad.
De naam van de weg werd per raadsbesluit van 9 november 2021 vastgelegd.  Op de plaats van de slibvelden/opslagdepots werd een heuvel in het landschap gecreëerd onder de noemer Raesberg, een verwijzing naar het voormalige ambacht en dorp Raasdorp. Het omliggende Natuurgebied Raesberg maakt onderdeel uit van De Groene As. Er staat geen bebouwing langs de weg, er zijn geen huisnummers uitgegeven en het ontbeert ook een postcode.
In de jaren zeventig ontstond er aan de rand van de weg een illegaal maar gedoogd woonwagenkamp, dat weer verhuisde.

## Raesberg
In de bocht werd na herinrichting de Raesberg als heuvel in het landschap neergezet. Ze sluit aan op de Slibveldenweg, voor het overige (75%) is het ongeveer 100 bij 100 meter metende terrein omgeven door water. Op deze verhoging in het landschap zijn op kunstmatige wijze resten geplaatst om het idee van een ruïne van een weggeslagen dorp weer te geven. Zo geven steentjes het idee van oude bebouwing. Twee brugjukken van de gesloopte brug 1817 van Dirk Sterenberg liggen er eveneens in het landschap net als rioolbuizen etc.  

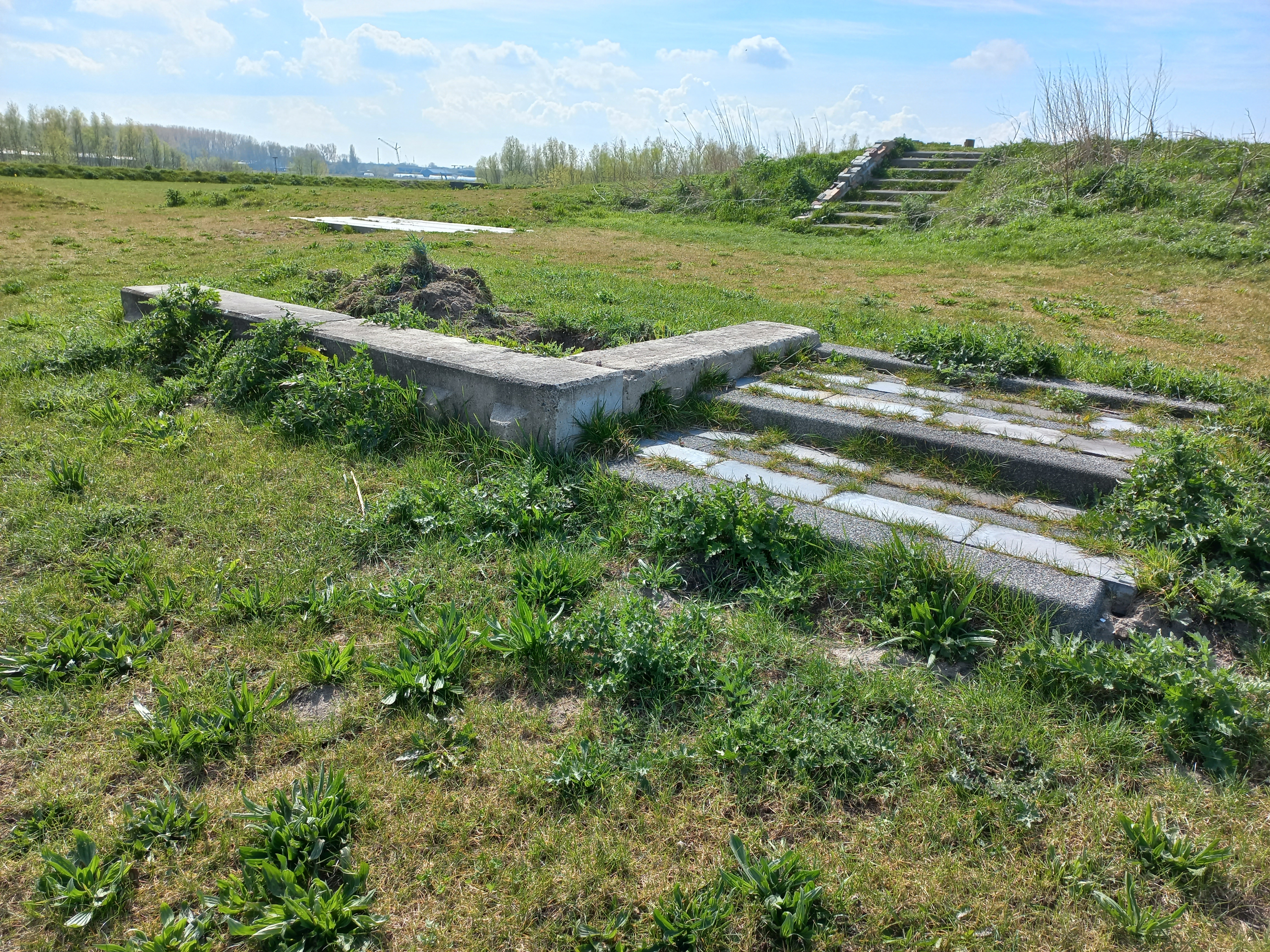
Nepruïne Raesberg (april 2022)

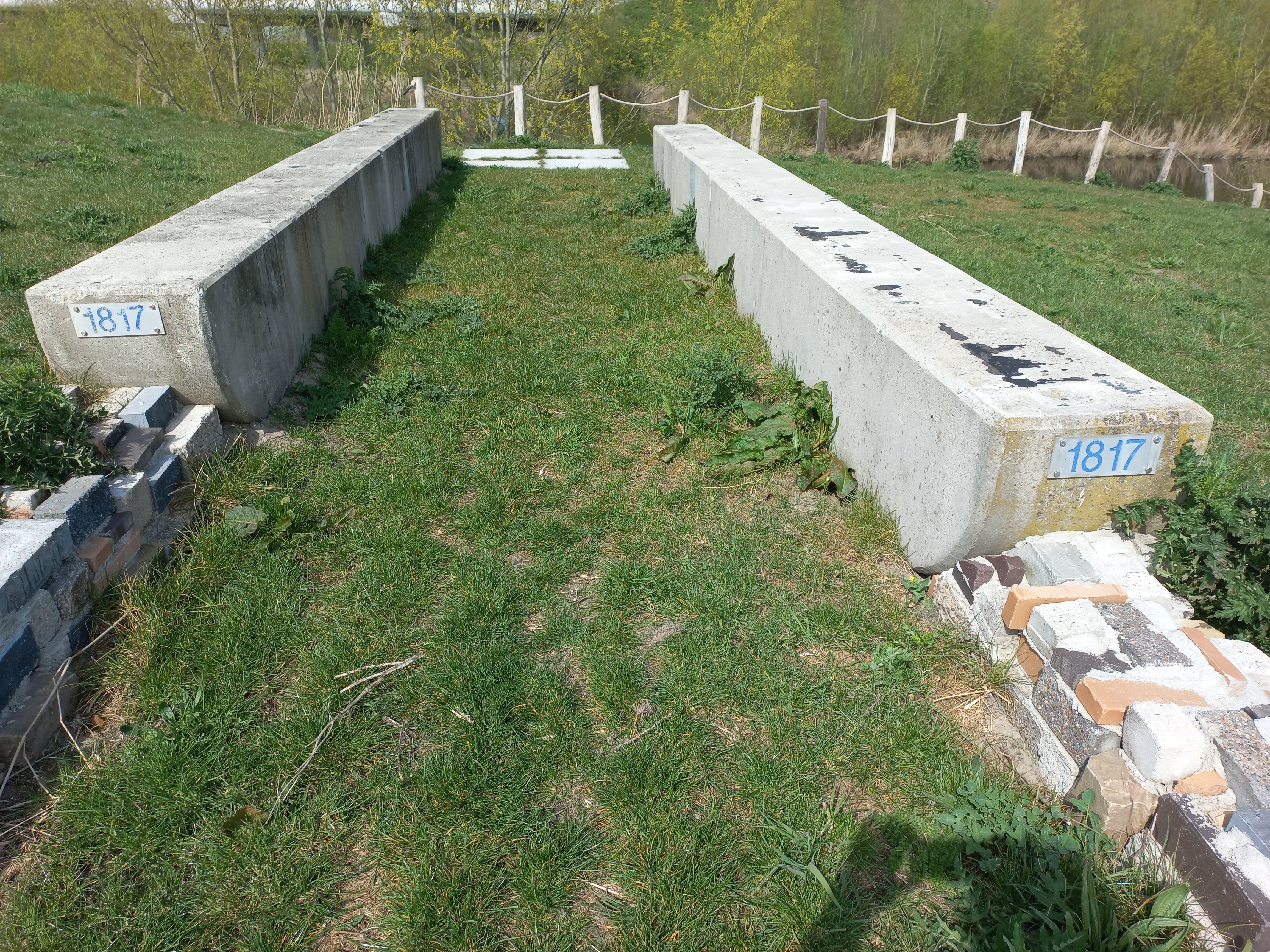
Jukken van brug 1817 met nummerplaatje (april 2022)